# Esko Praha
Esko Praha is een netwerk van stads- en voorstadstreinen in de Tsjechische hoofdstad Praag, onderdeel van Esko. Het verbindt de stad met de voorsteden en de regio Midden-Bohemen. Het netwerk is in haar huidige vorm in dienst sinds 2007 en wordt - op twee lijnen na - volledig uitgevoerd door de nationale Tsjechische spoorwegvervoerder České dráhy. Op bepaalde stations biedt het een overstap op de metro en tram, waardoor mensen die van buiten de stad komen makkelijk kunnen overstappen. Ook binnen vormt het soms een snelle verbinding binnen de stad zelf.

## Lijnen

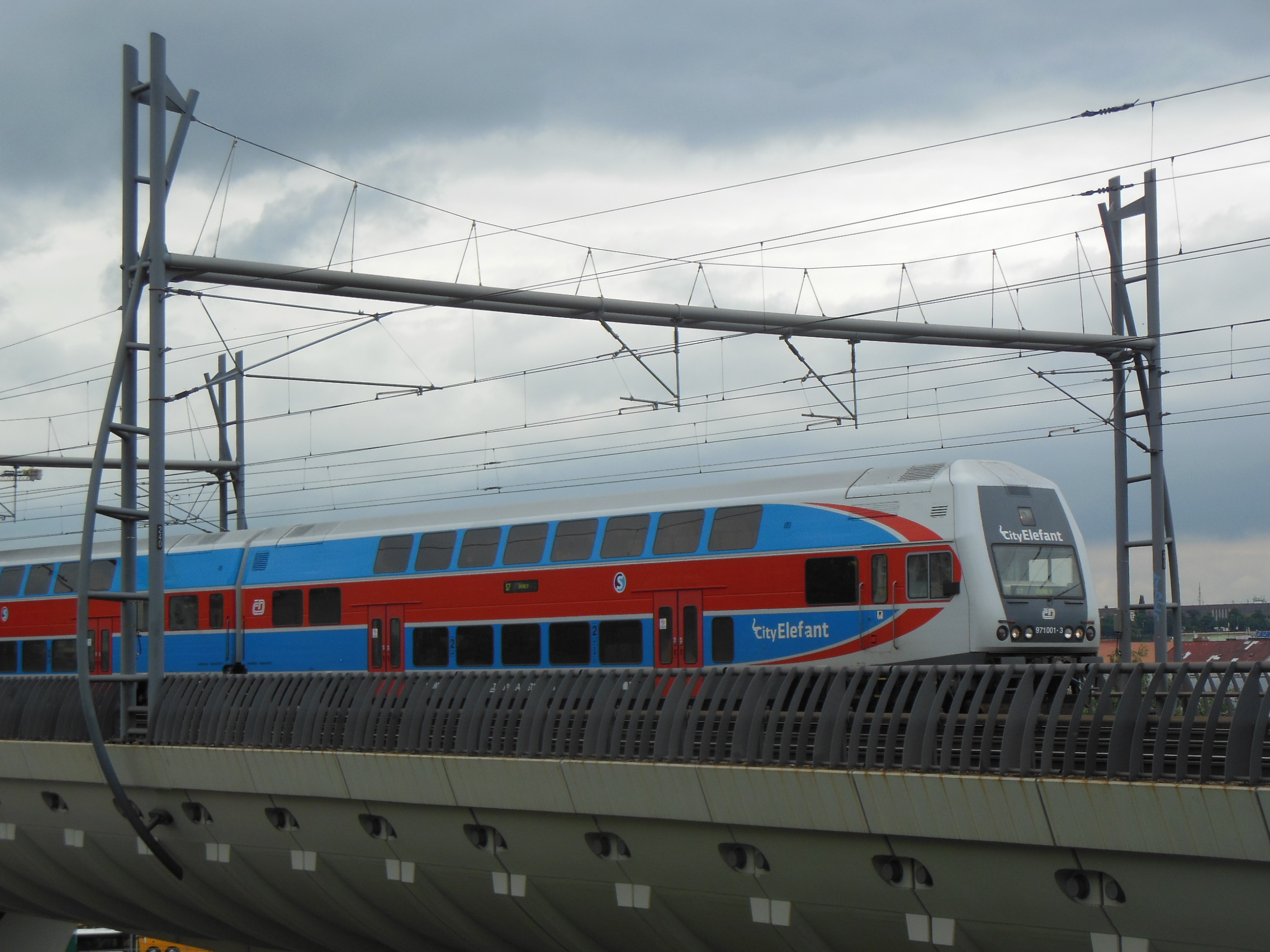
De CityElefant-treinen worden het meeste gebruikt voor de Esko-diensten, zoals hier op lijn S7

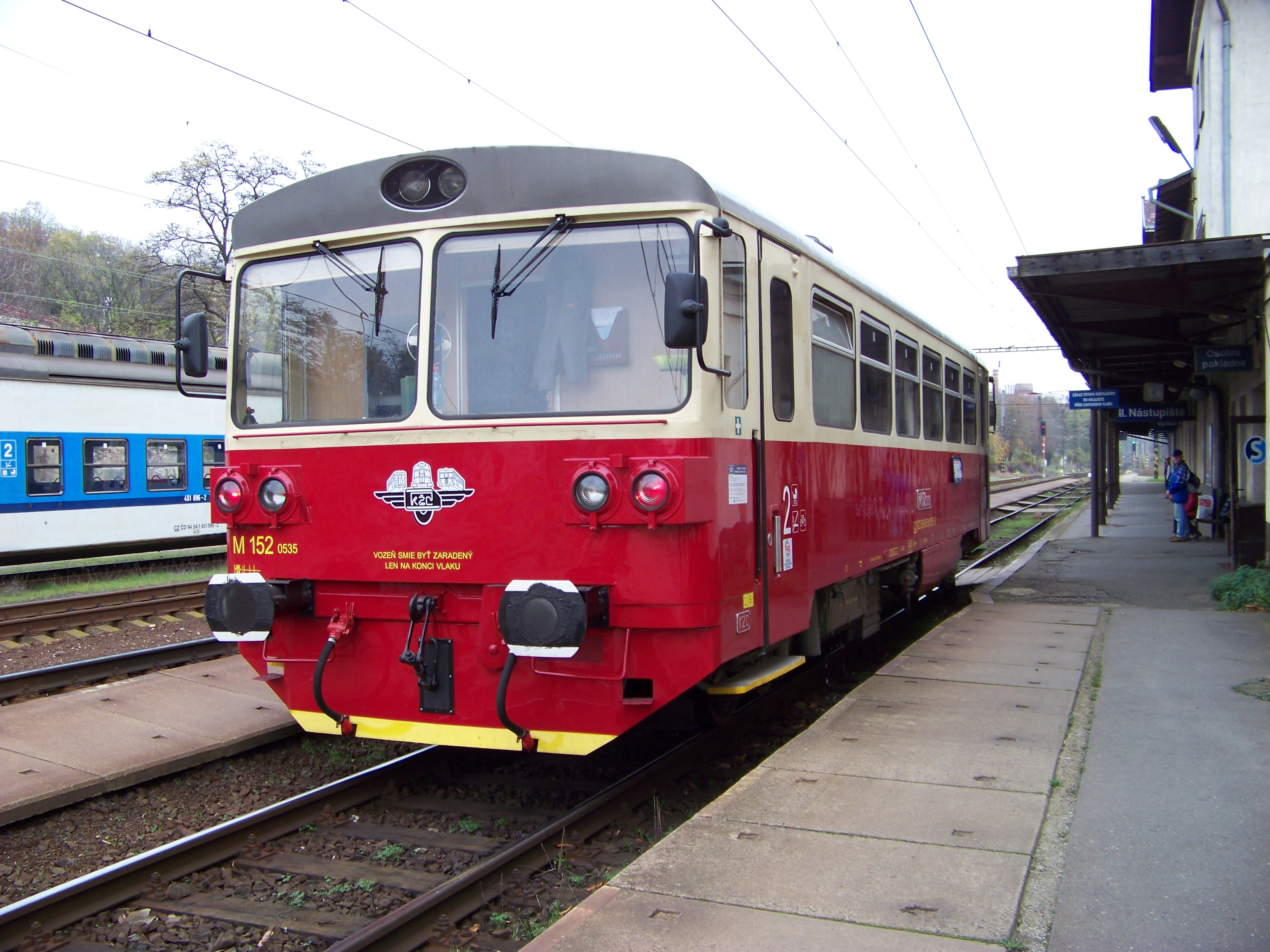
Lijn S34 wordt als enige niet door České dráhy uitgevoerd, maar door KŽC Doprava

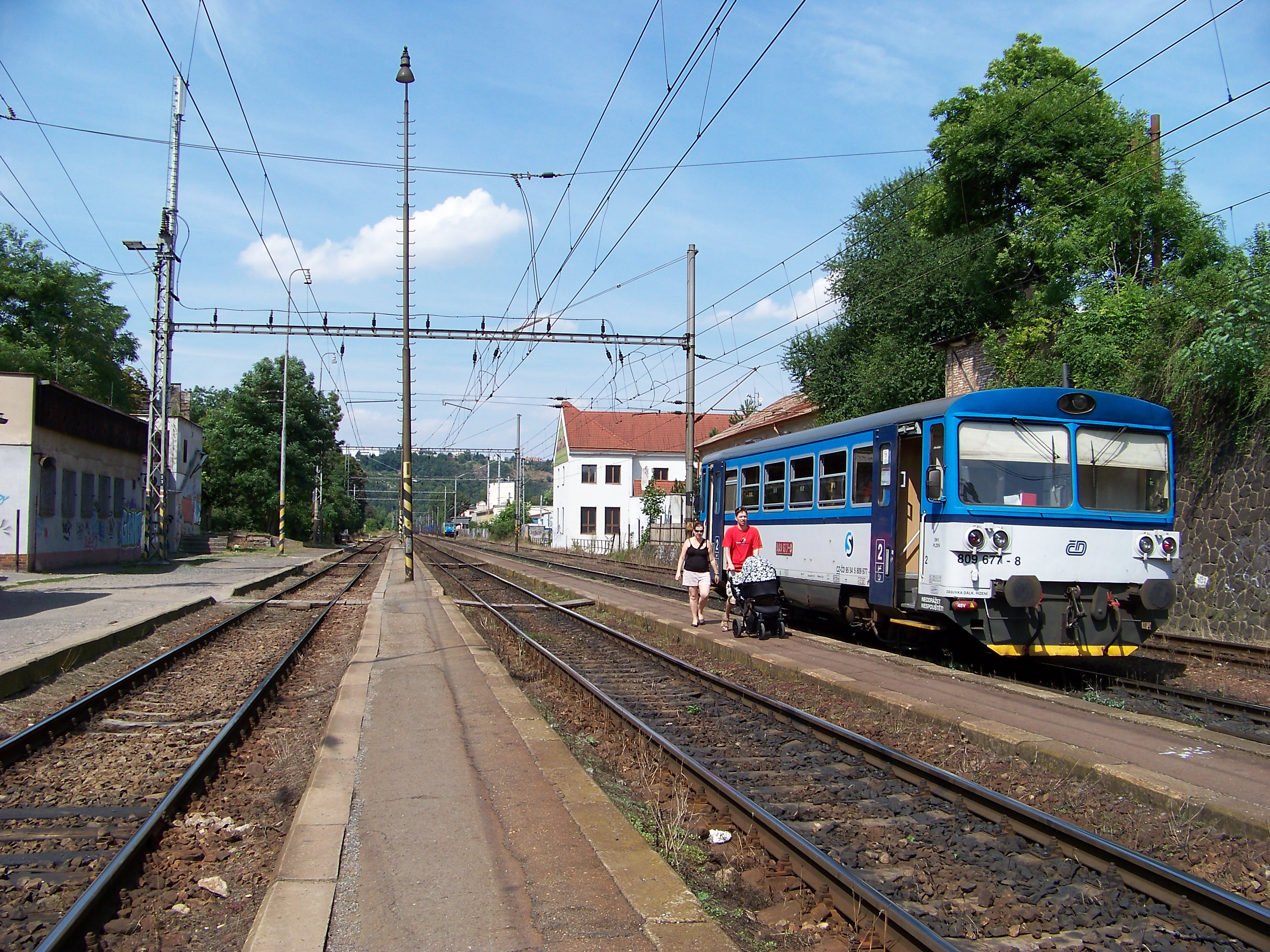
Een ČD 810 op lijn S41

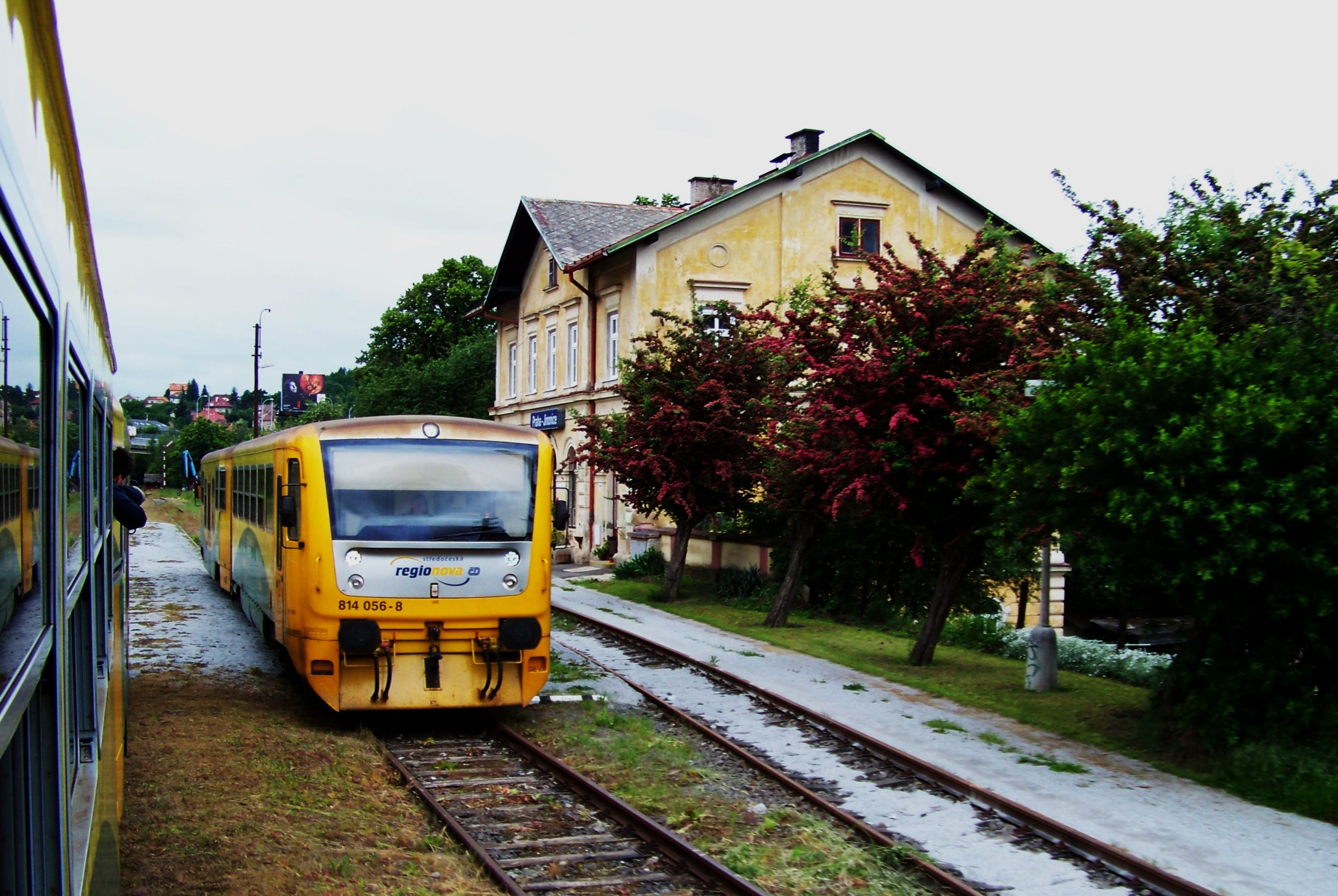
Kruising van twee treinen op lijn S65

| Lijn      | Traject | Lengte (kms) | Stations | Rijdt                                       | Spitsfrequentie        | Dalfrequentie          | Weekend- frequentie      | Opmerkingen |
| --------- | --- | ------------ | -------- | ------------------------------------------- | ---------------------- | ---------------------- | ------------------------ | --- |
| S1        | Praha Masarykovo nádraží – Praha-Libeň – Český Brod (– Poříčany – Kolín)                                                | 62           | 19       | Hele week                                   | 30 min.                | 30 min. (60 min.)      | 30 min. (60 min.)        | combineert in de spits met lijn S7 voor een frequentie van 15 minuten op het gedeelde traject |
| S11       | Pečky – Kouřim | 17           | 11       | Hele week                                   | 60 min.                | 120 min.               | 120 min.                 | |
| S12       | Poříčany – Nymburk | 15           | 6        | Hele week                                   | 30 min.                | 60 min.                | 60 min.                  | |
| S2        | Praha Masarykovo nádraží – Praha-Vysočany – Lysá nad Labem – Nymburk hl.n. – Kolín                                      | 73           | 20       | Hele week                                   | 30 min.                | 60 min.                | 60 min.                  | combineert met S20 en S9 voor een frequentie van 15 / 30 min. op het gedeelde traject |
| S20       | Praha Masarykovo nádraží – Praha-Vysočany – Lysá nad Labem – Milovice                                                   | 40           | 9        | Hele week                                   | 30 min.                | 60 min.                | 60 min.                  | combineert met S2 en S9 voor een frequentie van 15 / 30 min. op het gedeelde traject |
| S23       | Čelákovice – Brandýs nad Labem (– Neratovice)                                                                           | 24           | 12       | Hele week                                   | 60 min.                | 60 min. (120 min.)     | 60 min. (120 min.)       | |
| S3 / R3   | Praha-Vršovice – Praha hlavní nádraží – Neratovice – Všetaty – Mladá Boleslav hl.n. {– Turnov – Tanvald}                | 75           | 21 / 8   | Hele week                                   | 30 - 60 min.           | 60 - 120 min.          | 30 - 120 min.            | R3 is een sneldienst |
| S32 / R32 | (Kolín – Nymburk hl.n. –) Lysá nad Labem – Všetaty – Mělník – Štětí                                                     | 47 / 85      | 12 / 9   | Hele week                                   | 30 - 60 min.           | 60 min.                | 60 min.                  | R32 is een sneldienst (Kolín - Lysá n.L. alleen R32) |
| S34       | Praha Masarykovo nádraží – Praha-Čakovice                                                                               | 19           | 5        | Werkdagen                                   | 60 min.                | 60 min.                | –                        | uitgevoerd door KŽC Doprava |
| S4 / R4   | Praha Masarykovo nádraží (S4) / Praha hl.n. (R4) – Kralupy nad Vltavou (– Vraňany – Hněvice) {– Ústí nad Labem – Děčín} | 57           | 21 / 4   | Hele week                                   | 15 - 30 min. (60 min.) | 60 min. (120 min.)     | 60 min. (120 min.)       | R4 is een sneldienst |
| S40       | Kralupy nad Vltavou – Slaný                                                                                             | 20           | 10       | Hele week                                   | 30 - 60 min.           | 60 - 120 min.          | 120 min.                 | |
| S41       | (Praha-Hostivař –) Praha-Libeň – Praha-Holešovice – Roztoky u Prahy                                                     | 21           | 6        | Hele week (Libeň – Hostivař alleen weekend) | 30 min.                | 60 min.                | 60 min.                  | |
| S43       | Neratovice – Kralupy nad Vltavou                                                                                        | 17           | 6        | Hele week                                   | 60 min.                | 120 min.               | 120 min.                 | |
| S44       | Kralupy nad Vltavou – Velvary                                                                                           | 10           | 5        | Hele week                                   | 60 min.                | 60 - 120 min.          | 60 - 120 min.            | |
| S45       | Kladno – Kralupy nad Vltavou                                                                                            | 25           | 12       | Hele week                                   | 60 min.                | 120 min.               | 120 min.                 | sommige directe treinen rijden direct S5 en S45 |
| S5 / R5   | Praha Masarykovo nádraží – Kladno (– Rakovník)                                                                          | 33 / 71      | 12 / 9   | Hele week                                   | 15 - 30 min.           | 30 - 60 min.           | 30 - 60 min.             | R5 is een sneldienst (Kladno - Rakovník alleen R5) |
| S50       | Kladno – Rakovník | 42           | 11       | Hele week                                   | 30 - 60 min.           | 60 - 120 min.          | 60 - 120 min.            | |
| S54       | Hostivice – Středokluky                                                                                                 | 9            | 5        | Hele week                                   | onregelmatig           | onregelmatig           | onregelmatig             | eerste trein van de dag van Praha-Vršovice - Praha-Smíchov sev.n. - Praha-Zličín (S65); sommige treinen van/naar Praha Masaryk.n. (S5); laatste trein van de dag naar Praha-Zličín - Praha-Smíchov Na Knížecí (S65) |
| S6        | Praha-Smíchov – Rudná u Prahy – Nučice (– Beroun)                                                                       | 34           | 14       | Hele week                                   | 30 min. (60 min.)      | 60 min.                | 60 min. (240 min.)       | |
| S60       | Beroun – Zdice – Lochovice – Březnice                                                                                   | 57           | 14       | Hele week                                   | 60 min.                | 120 min.               | 60 - 120 min.            | |
| S65       | (Praha-Smíchov Na Knížecí –) Praha-Zličín – Hostivice (– Rudná u Prahy)                                                 | 27           | 13       | Hele week                                   | 60 min.                | 60 - 120 min.          | 60 - 120 min. (120 min.) | Hostivice - Rudná u Prahy alleen onregelmatige dienst; eerste trein van de dag van Praha-Vršovice - Praha-Smíchov sev.n. (stopt niet te Praha-Smíchov Na Knížecí) naar Středokluky (S54))                           |
| S7        | (Úvaly – ) Praha hlavní nádraží – Praha-Smíchov – Řevnice (– Karlštejn – Beroun)                                        | 66           | 19       | Hele week                                   | 10 - 15 min. (30 min.) | 30 min. (60 min.)      | 30 min. (30 - 60 min.)   | Úvaly - Praha hl.n. alleen spits |
| S70       | Beroun – Zdice – Hořovice {– Plzeň}                                                                                     | 19           | 7        | Hele week                                   | 60 min.                | 120 min.               | 60 - 120 min.            | |
| S75       | Rakovník – Křivoklát – Beroun                                                                                           | 44           | 15       | Hele week                                   | 60 min.                | 120 min.               | 120 min.                 | |
| S76       | Zadní Třebaň – Lochovice                                                                                                | 27           | 12       | Hele week                                   | 120 min.               | 120 - 240 min.         | 120 min.                 | |
| S8        | Praha hlavní nádraží – Praha-Vršovice – Praha-Zbraslav – Čerčany                                                        | 60           | 25       | Hele week                                   | 60 min.                | 60 - 120 min.          | 60 - 120 min.            | combineert met lijn S80 voor een frequentie van 30 / 60 minuten op het gedeelde traject. |
| S80       | Praha hlavní nádraží – Praha-Vršovice – Praha-Zbraslav – Dobříš                                                         | 55           | 23       | Hele week                                   | 60 min.                | 60 - 120 min.          | 60 - 120 min.            | combineert met lijn S8 voor een frequentie van 30 / 60 minuten op het gedeelde traject. |
| S88       | Čerčany – Sázava-Černé Budy                                                                                             | 22           | 11       | Hele week                                   | 60 min.                | 120 min.               | 120 min.                 | |
| S9        | (Čelákovice – Praha-Horní Počernice –) Praha hlavní nádraží – Strančice (– Čerčany – Benešov)                           | 76           | 22       | Hele week                                   | 15 min. (30 min.)      | 30 - 60 min. (60 min.) | 30 min. (30 - 60 min.)   | Čelákovice - Praha hl.n. alleen spits |
| Totaal    | Totaal | 933          | 295      |                                             |                        |                        |                          | |

Lijnen die beginnen met het prefix R zijn sneldiensten, die deels over hetzelfde traject rijden als de S-treinen. Men kan met hetzelfde ticket ook van deze treinen gebruik maken.

## Toekomstplannen
In de toekomst wil men het systeem verbeteren door meer stations op de bestaande lijnen te bouwen, meer lijnen in het systeem te integreren en spoorwegen te moderniseren. Ook zijn er plannen om volledig nieuwe lijnen te bouwen, zoals van Praha-Ruzyně (S5/54) naar de Luchthaven van Praag.

## Rollend materieel
Er worden verschillende soorten treinen ingezet op het Esko-netwerk, afhankelijk van de vraag naar capaciteit. Op veruit de meeste lijnen worden treinen van het type ČD 471 ingezet, ook wel CityElefant genoemd. Ook dieseltreinen komen voor op het net, bijvoorbeeld de types ČD 810 en Regionova.